# Vincenzo Torraca
Vincenzo Torraca (Maschito, 8 marzo 1887 – Roma, 15 settembre 1979) è stato un giornalista e impresario teatrale italiano.

## Biografia
Ex combattente della prima guerra mondiale, fonda e dirige il settimanale "Volontà" insieme all'amico Lucangelo Bracci Testasecca. Dal 1937 fino alla morte fu per oltre quarant'anni l'impresario del teatro Eliseo di Roma. Intellettuale antifascista, fu vicino al Partito d'Azione. 
Dopo la sua morte, avvenuta nel 1979, la sua biblioteca fu donata all'Istituto italiano per gli studi storici.